# Monte Pasquale
Der Monte Pasquale (deutsch: Osterberg) ist ein 3553 Meter hoher Gipfel in den Ortler-Alpen, einer Gebirgsgruppe der südlichen Ostalpen. Er befindet sich auf einem kurzen, am Monte Cevedale westwärts abzweigenden Nebenkamm des Hauptkamms dieser Gebirgsgruppe. Der Berg liegt in der italienischen Provinz Sondrio im Nationalpark Stilfserjoch. Der mit Firn bedeckte gerundete Gipfel erscheint von Norden aus gesehen wie ein ebenmäßig geformter Dom. Nach Osten, Südwesten und Nordwesten sendet er ausgeprägte Grate. Im Winter ist der Monte Pasquale ein beliebtes Skitourenziel, das vom Rifugio Luigi E. Pizzini (Pizzinihütte) oder dem Rifugio Gianni Casati (Casatihütte) aus leicht erreicht werden kann. Die erste dokumentierte Besteigung des Monte Pasquale erfolgte am 26. Juli 1889 im Rahmen einer Überschreitung zum benachbarten Monte Cevedale, dem dritthöchsten Berg der Ortler-Alpen, durch den Mailänder Rechtsanwalt und Fotografen Giacomo Cavaleri, zusammen mit den Bergführern Battista Confortola und Filippo Cola.

## Umgebung
Der Monte Pasquale ist vollständig von Gletschern umgeben. Im Norden liegen die Vedretta di Cedèc und del Pasquale, im Süden die Vedretta del Rosole. Der bedeutendste Berg im Osten, getrennt durch den Col Pasquale auf 3423 Metern Höhe gelegen, ist der gut einen Kilometer entfernte Monte Cevedale mit einer Höhe von 3769 Metern. Nach Westen hin fällt das Gelände ab zum Valle di Cedèc. Nächstgelegener Ort ist in etwa neun Kilometern Luftlinie entfernt im Südwesten der Wintersportort Santa Caterina Valfurva. Das Südtiroler Sulden (Solda) liegt knapp 10 Kilometer nördlich.

## Stützpunkte und Besteigung
Der Weg von Cavaleri, Confortola und Cola im Jahre 1887 führte von der Boita Bonetti del Forno, einer Sennhütte in der Nähe des heutigen Albergo Ghiacciaio dei Forni, in oberen Valle dei Forni, auf 2389 Metern Höhe gelegen, über den Südwestgrat zum Gipfel. Man stieg dann hinunter zum Col Pasquale und setzte die Tour über den Cevedale-Westgrat fort. Die erste Frau auf dem Monte Pasquale war Maria Rognoni-Peduzzi aus Mailand im Sommer 1891. 
Der heutige Normalweg auf den Gipfel führt über den Ostgrat. Als Stützpunkt dient das Rifugio Gianni Casati, im obersten Cedectal auf 3254 Metern Höhe gelegen. Der Weg verläuft als Hochtour, nur mit entsprechender Ausrüstung und Gletschererfahrung zu begehen, in zunächst südöstlicher Richtung über den Zufallferner (Vedretta del Cevedale) zum Col Pasquale. Von hier aus kann der Gipfel über den Ostgrat leicht erreicht werden. Die Gehzeit beträgt, laut Literatur, unter 2 Stunden. Ernsthafte Klettereien und kombinierte Routen (Eis/Fels) führen seit 1945 durch die Nordwestwand (500 Höhenmeter, Eisneigung 40 bis 50°), durch die Rechte Nordwestwand seit 1989  (kombiniert Eis 55°, Fels im Schwierigkeitsgrad UIAA IV) und seit 1981 durch die Nordnordostwand (kombiniert Eis 50 °, Klettern UIAA IV+).